# باسيفيكو (محطة مترو أنفاق مدريد)
باسيفيكو (بالإسبانية: Pacífico)‏ هي محطة مترو أنفاق في مدريد في إسبانيا، تقع على الخط رقم 1,6.